# Stadion

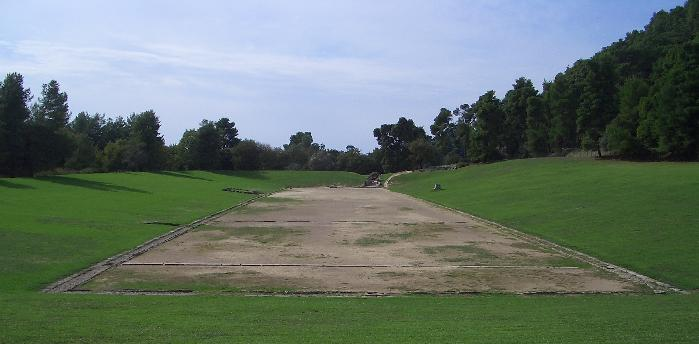
Das Stadion von Olympia in Griechenland

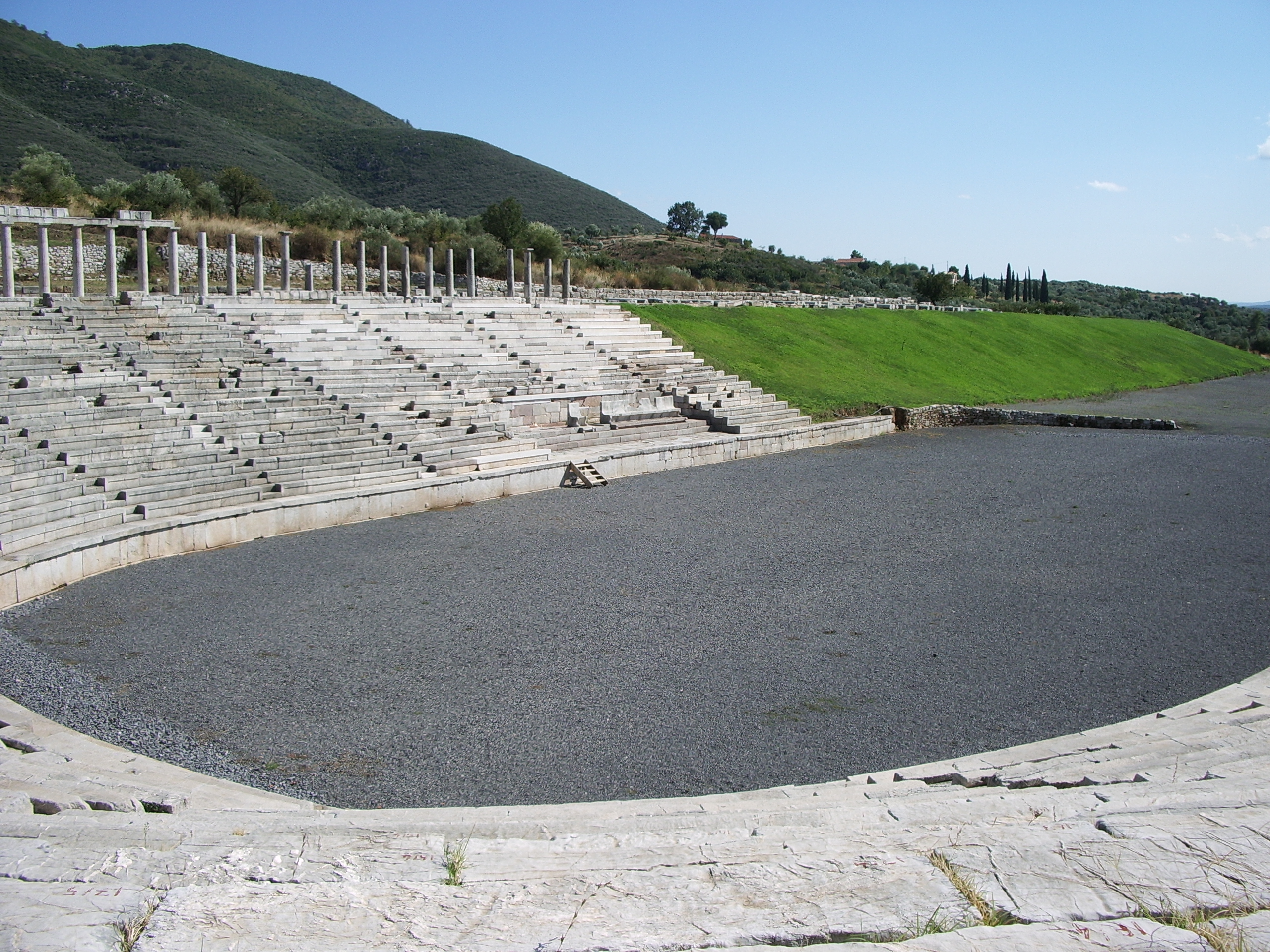
Stadion in Messene mit steinernen Sitzstufen und unbefestigten Tribünen

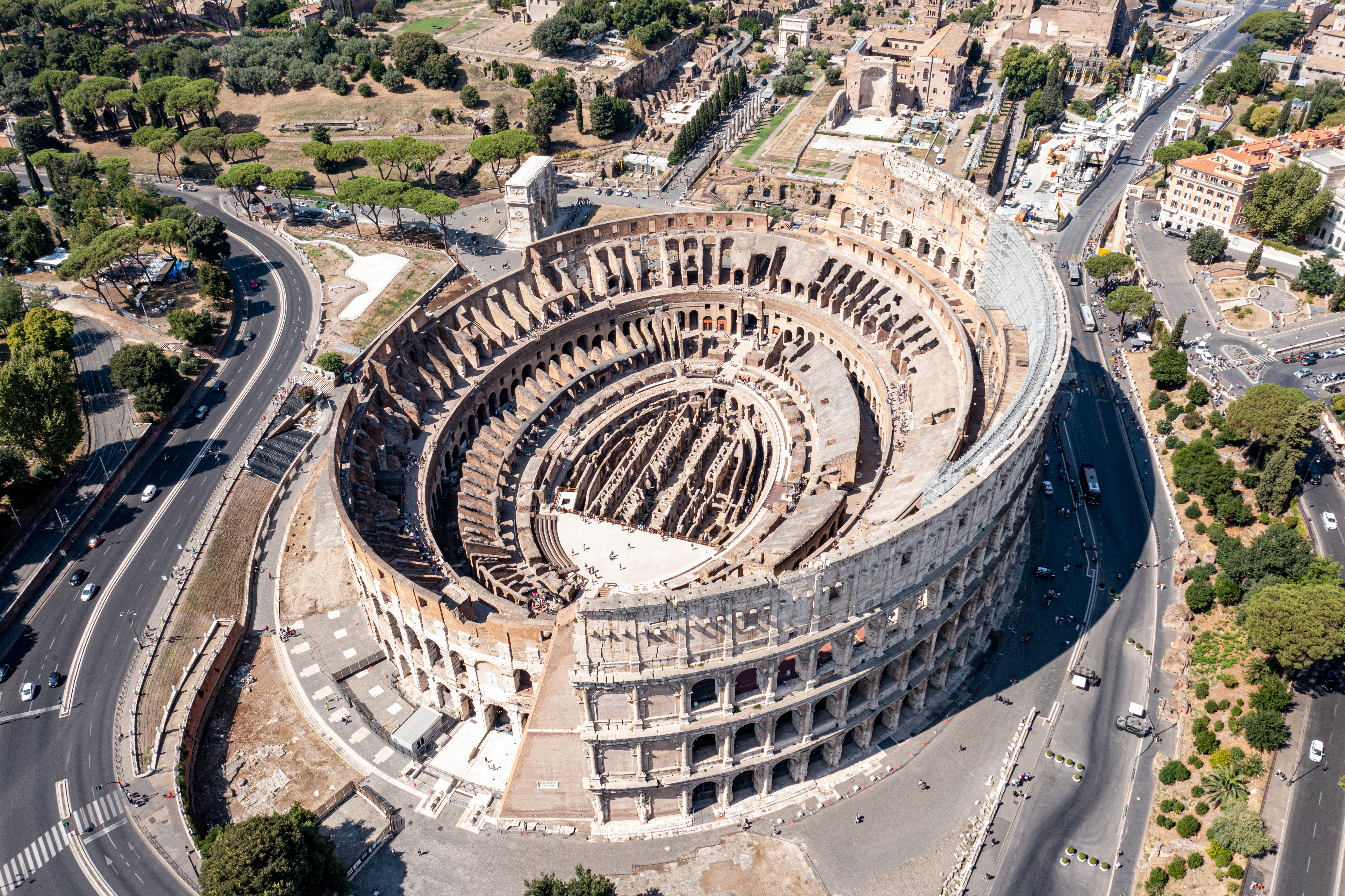
Das Kolosseum in Rom. Amphitheater als Vorbild moderner Stadien

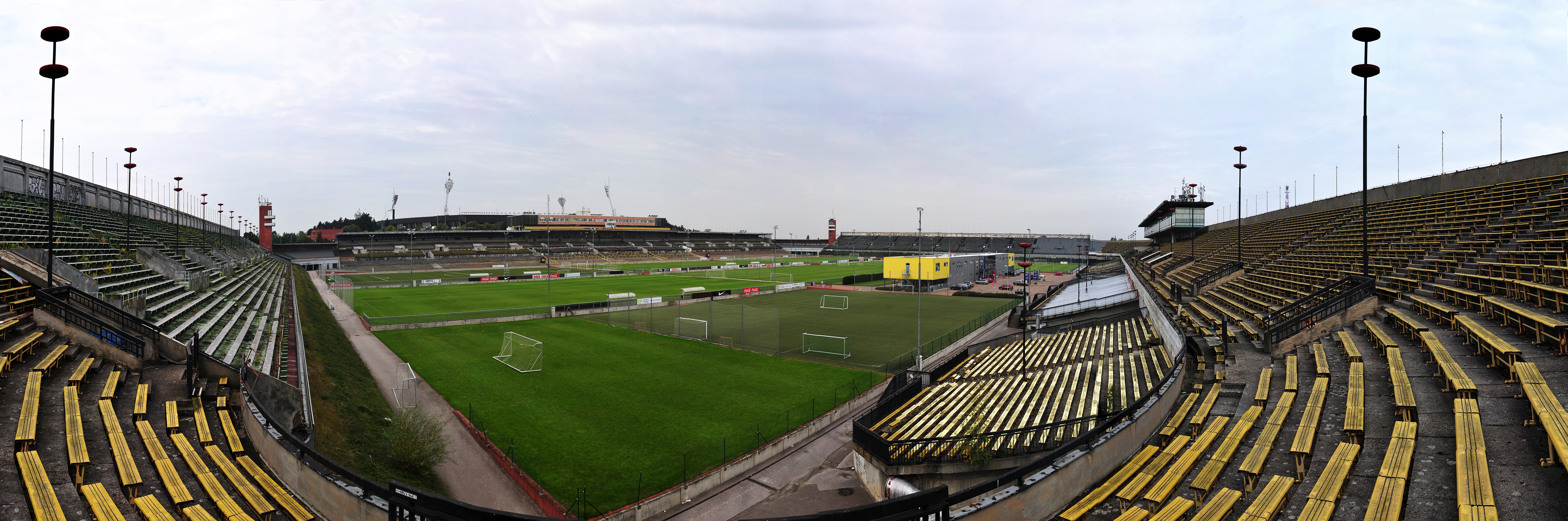
Das Strahov-Stadion in Prag, das größte Stadion der Neuzeit

Ein Stadion (Plural Stadien), teilweise auch als Arena bezeichnet, ist ein Austragungsort von sportlichen Wettkämpfen in Form eines Spielfeldes, umgeben von einer nach oben meist offenen baulichen Struktur, die es dem Publikum ermöglicht, von terrassen- oder treppenförmig angeordneten Tribünen auf Steh- oder Sitzplätzen aus das Geschehen zu beobachten. Oft werden Stadien auch für Konzerte und andere Großveranstaltungen benutzt.

## Geschichte
Stadion (altgriechisch στάδιον stádion) bezeichnete im ursprünglichen Wortsinn ein antikes griechisches Längenmaß mit einer Strecke von 600 Fuß, was je nach regionalem Fußmaß ungefähr einer Länge zwischen 165 und 196 m entsprach. In Griechenland war wohl schon in geometrischer Zeit (ab ca. 900 v. Chr.) der Lauf über die Strecke eines Stadions ein beliebter Wettkampf, so beispielsweise in Olympia seit 776 v. Chr. historisch überliefert. Die Bezeichnung des Längenmaßes hat sich auf die Wettkampfanlage übertragen, also auf die Laufbahn und die längs davon angelegten Zuschauerwälle. Die Länge der Laufstrecke und das Längenmaß stimmen oft nicht genau überein. So hat die Stadionstrecke in Athen zwar eine Länge von etwa 185 Metern, das attische Stadion ist dagegen rund 178 Meter lang.
Stadien wurden in vielen antiken griechischen Städten und Heiligtümern gefunden, so z. B. in
- Olympia (mit einer Laufbahnlänge, zwischen Start- und Zielschwellen gemessen, von 192,28 m),
- Delphi (177,35 m),
- Athen (184,30 m),
- Epidauros (181,30 m),
- Isthmia, Nemea, Messene, Milet, Kourion (auf Zypern) und Samos.

Während in Griechenland und Kleinasien Stadien auch noch in römischer Zeit errichtet wurden, spielten sie in Italien kaum eine Rolle, da die griechischen Sportkämpfe dort keine kultische Bedeutung hatten und lange als unmoralisch galten. Dennoch errichtete Kaiser Domitian in Rom ein Stadion (die heutige Piazza Navona).
Weitaus größere Bedeutung hatten dort die Amphitheater, in denen Kampfspiele und Tierhatzen stattfanden. Das bekannteste Beispiel ist das heute Kolosseum genannte Flavische Amphitheater in Rom. Aus den römischen Amphitheatern hat sich die Form des modernen Stadions entwickelt. Die Wortbedeutung des Stadions ist heute viel weiter gefasst und bezeichnet Sportkampfstätten mit Besuchertribünen, meist mit einer um ein Rasenspielfeld angelegten Laufbahn.

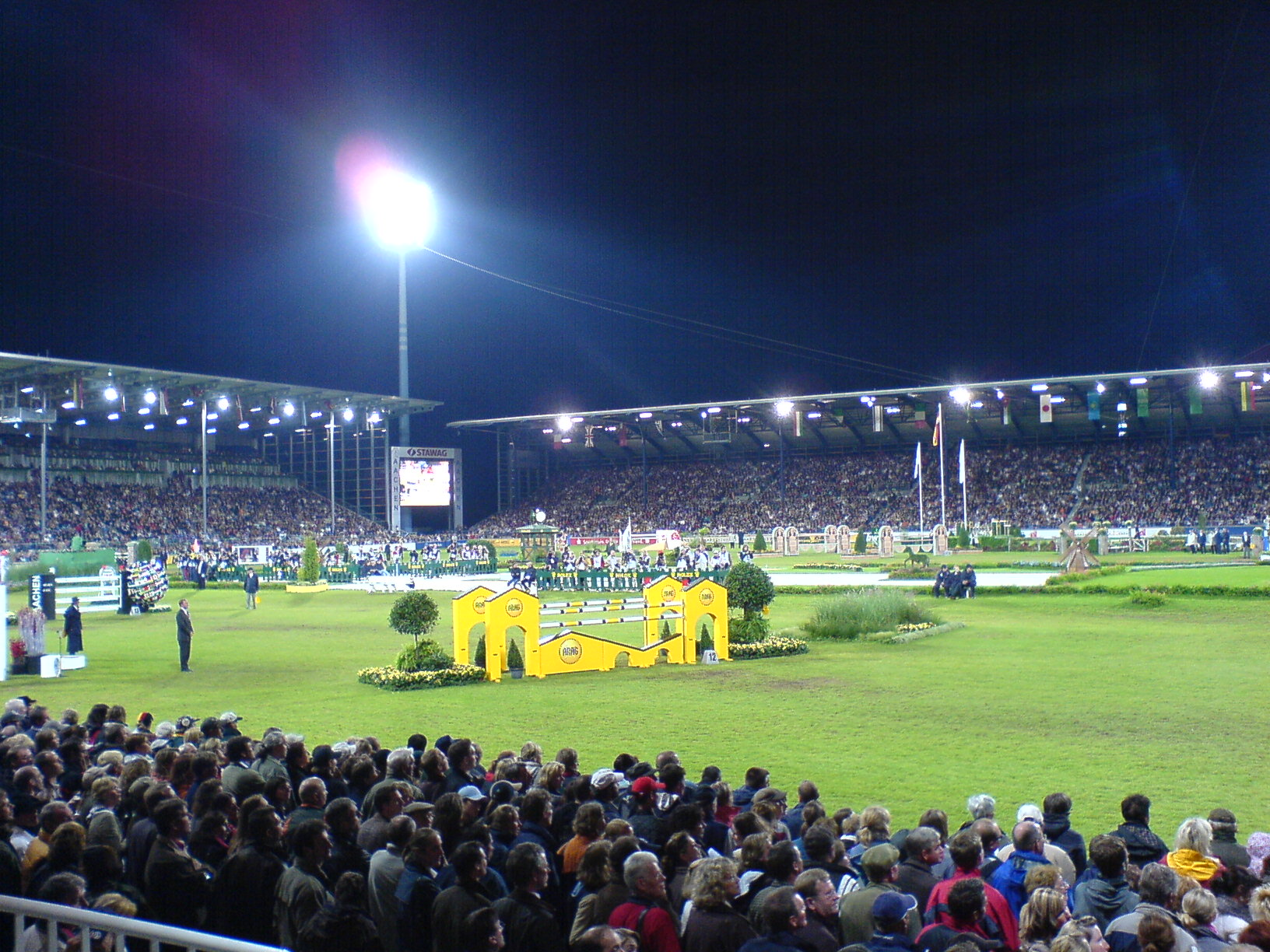
Reitstadion in Aachen während der Weltreiterspiele 2006

## Spielfelder
Mögliche Arten von „Spielfeldern“ sind:
- Rasen-/Kunstrasenfläche (Fußball oder z. B. auch Baseball)
- Sand (in verschiedener Konsistenz, z. B. für Tennis oder Beachvolleyball)
- Laufbahn (Rund- oder Kurzstreckenbahn) aus Asche (Aschenbahn) oder aus Kunststoff (Tartan, Polytan, Rekortan, Spurtan), früher auch häufig Kampfbahn genannt
- Sandbahn (Motorradsport)
- Turnierplatz für den Reitsport mit Wassergraben (Springreiten) und See (Vielseitigkeitsreiten)
- Sprunganlagen für Leichtathleten (Hochsprunganlage, Stabhochsprunganlage, Weitsprunganlage, Dreisprunganlage)
- Wurf- und Stoßanlagen für Leichtathleten (Diskus-, Hammer- und Speerwurfanlage sowie Kugelstoßanlage)
- Eisflächen für Eishockey und verschiedene andere Eissportarten wie Eiskunstlauf und Eisschnelllauf

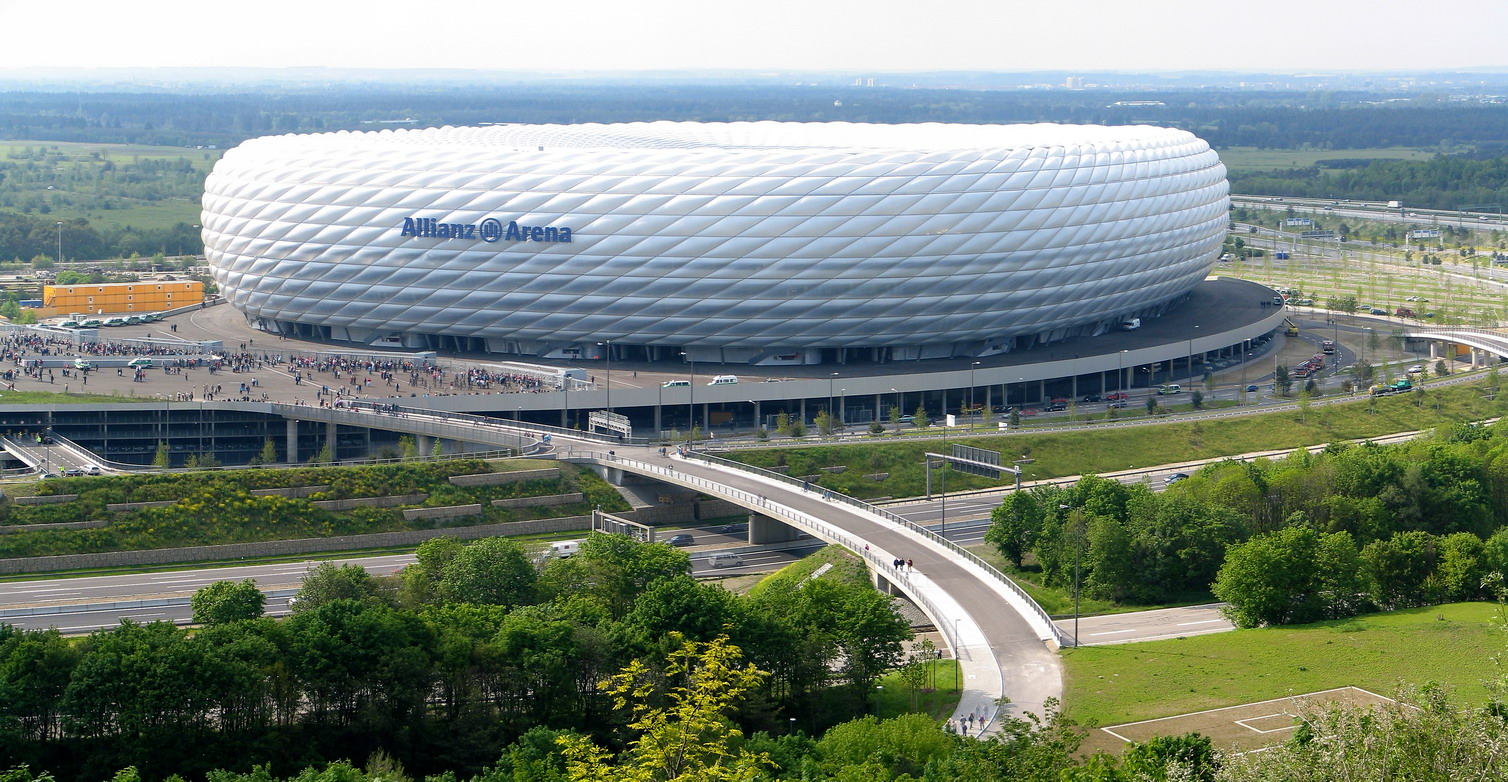
Allianz Arena München

## Architektur
Im Allgemeinen besteht ein Stadion aus den Teilen Erdstadion, Ingenieurbauwerk und (Tribünen-)Dach. Einige moderne Stadien können mittels eines verschließbaren Daches bei Bedarf in eine Halle umgewandelt werden. Bekannte deutsche Beispiele sind die Veltins-Arena, die Commerzbank-Arena und die OWL Arena, sowie auf internationaler Ebene die Johan-Cruyff-Arena. Andere Stadien zeichnen sich durch eine besondere Fassade oder Hülle aus (Allianz Arena München).

### Grundriss
Der Grundriss eines modernen Stadions wird im Wesentlichen vom Verwendungszweck, beispielsweise der Gestalt des Spielfeldes, und der daraus resultierenden Anordnung seiner Tribünen geprägt. Da diese möglichst vielen Zuschauern eine gute Sicht auf das Sportgeschehen gewähren sollen, haben sich mit der Zeit für den jeweiligen Verwendungszweck bestimmte Grundrisse für Stadien bewährt:

#### Ovaler Grundriss

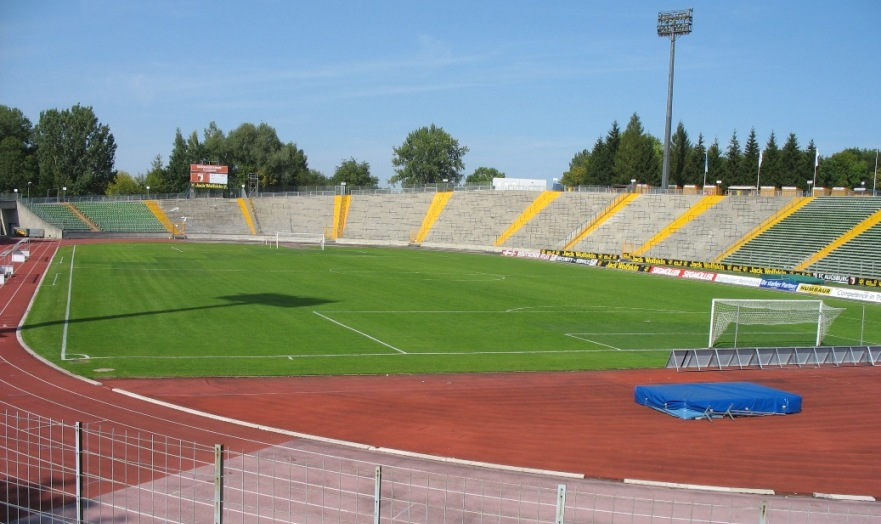
Rosenaustadion Augsburg, Mehrzweckstadion mit Leichtathletikanlage in klassischer Ellipsenform

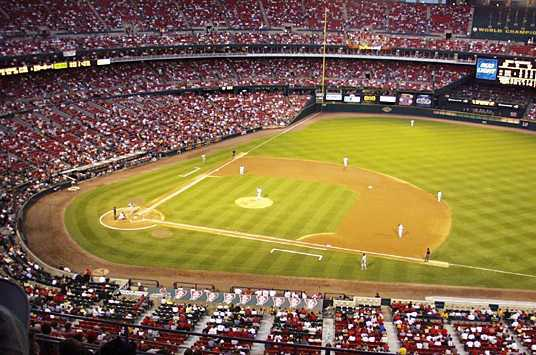
„Busch Stadium“ (Baseball) in St. Louis

Oval angelegte Stadien entsprechen der typischen allgemeinen Vorstellung eines Stadions. Bei besonders weitläufigen Stadien dieser Art (z. B. für Motorsportveranstaltungen) sind in der Regel die Tribünen nicht geschlossen. Stadien mit ovalem Grundriss können beispielsweise sein:
- Fußballstadien mit Leichtathletikanlage („Leichtathletikstadion“)
- Pferderennbahnen
- Ovalkurse (Motorsport)
- Bahnsport-Stadien (Motorradsport)
- Radstadien

#### Kreisförmiger Grundriss
Neben dem kreisförmigen Grundriss zählen hier auch Stadien mit kreisähnlichen Grundrissen dazu. Das betrifft vor allem Baseballstadien, welche ein gleichschenklig dreieckiges Spielfeld besitzen.

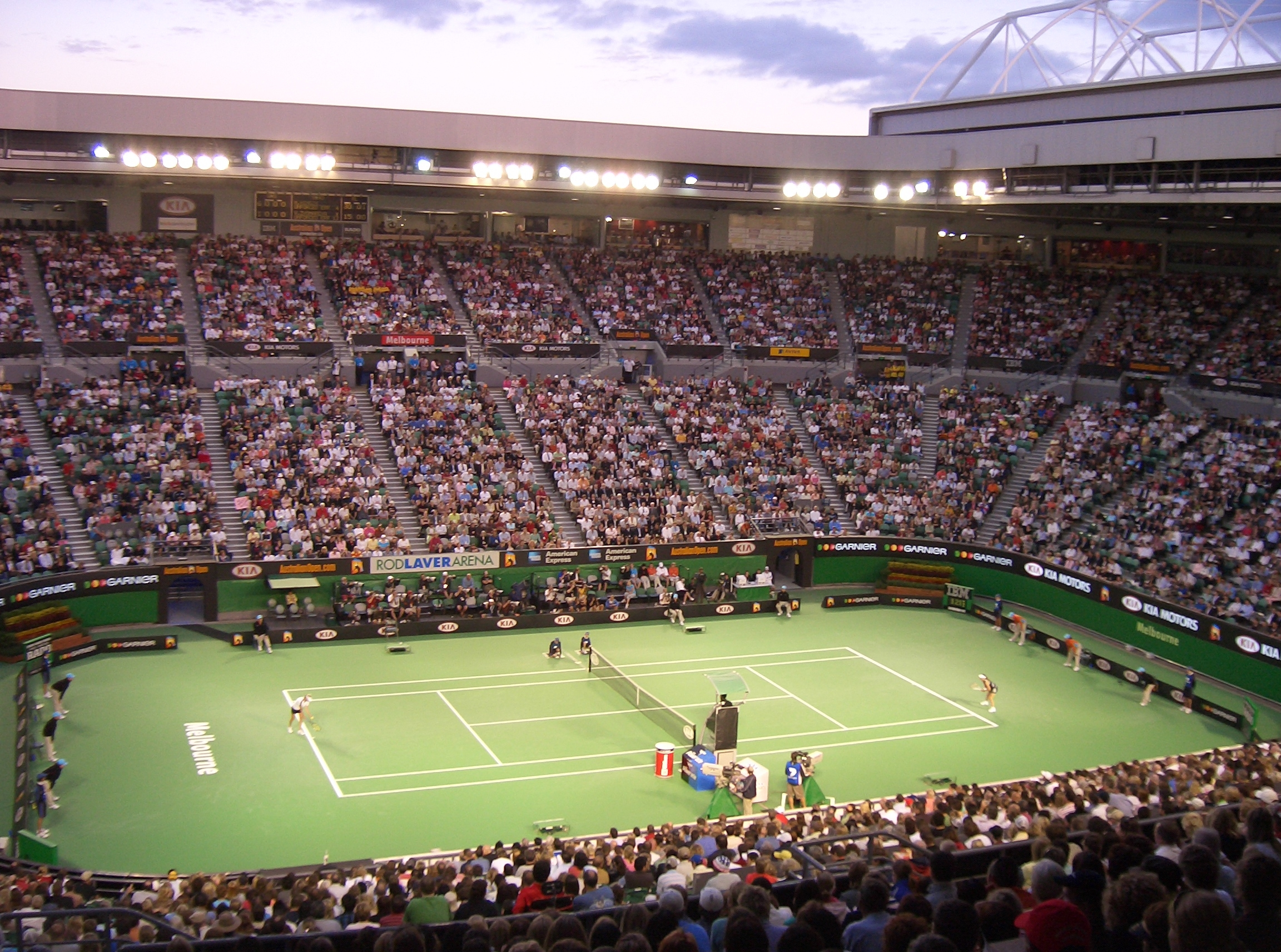
Tennis-Arena „Rod Laver“ in Melbourne

- Australian Football Stadion
- Cricketstadion
- Baseballstadion

#### Rechteckiger Grundriss
Dieser Grundriss entsteht durch die geschlossene Anordnung vier gerader Tribünen um das Spielfeld. Allerdings besitzen relativ wenige dieser Bauwerke wirklich einen rechteckigen Grundriss, da in der Regel die Ecken oder sogar die gesamten Tribünen leicht abgerundet sind (z. B. Camp Nou). Diese Gestaltung, welche sich an die klassische ovale Stadionform anlehnt, soll von allen Zuschauerplätzen aus eine gleich gute Sicht auf das Spielfeld ermöglichen. Eine andere Umsetzung verkörpert zum Beispiel die Veltins-Arena in Gelsenkirchen. Hier stehen die Tribünen entlang der Seiten- und Torlinien nicht parallel, sondern leicht versetzt. Der Grundriss dazu bildet daher genau genommen ein Sechzehneck. Vorrangig werden Stadien mit rechteckigem Grundriss für folgende Sportarten genutzt:
- „reines“ Fußballstadion, auch als Fußballarena bezeichnet
- Tennisstadion

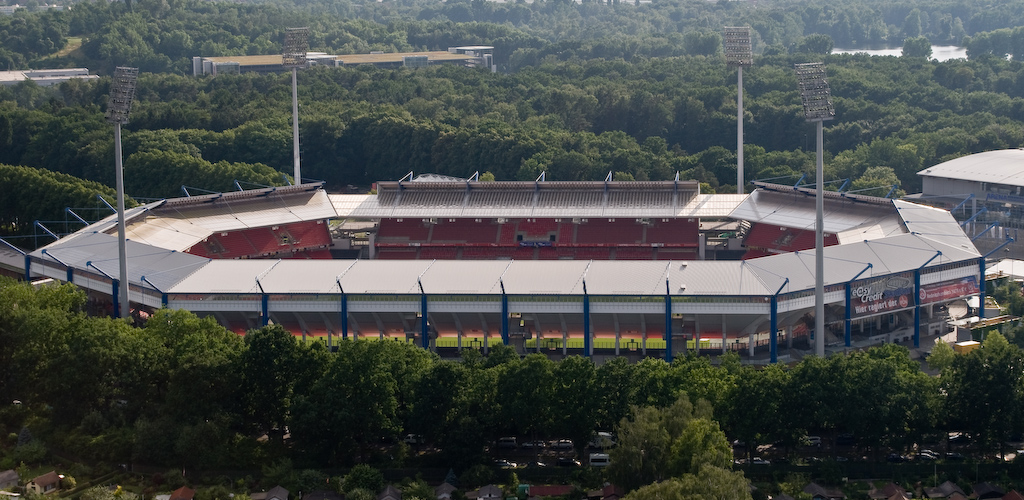
Oktogonales Max-Morlock-Stadion in Nürnberg

Dieser Abschnitt stellt nur eine vereinfachte Einteilung hinsichtlich der Stadiontypen und ihrer Nutzung dar und besitzt daher nicht zwangsläufig für jedes Stadion seine Gültigkeit. Ein Beispiel hierfür bilden einige der sogenannten Motor Speedways, welche sich deutlich vom „ovalen“ Einheitslook der nordamerikanischen Rundkurse abheben und jeweils ihre eigene Charakteristik besitzen (z. B. Darlington Raceway und Daytona International Speedway). Ähnliches gilt auch für das Max-Morlock-Stadion in Nürnberg, das über einen oktogonalen Grundriss verfügt. Weitere Beispiele sind die „reinen“ Fußballstadien in Südamerika, welche entgegen der in Europa vorherrschenden Norm häufig einen kreisförmigen Grundriss aufweisen. Dies betrifft unter anderem das Maracanã und das Morumbi-Stadion (beide Brasilien) sowie das Estadio Centenario (Uruguay).
Ein Sonderfall unter den Stadien bilden aufgrund ihrer unregelmäßigen Streckenform die herkömmlichen Rennstrecken, welche beispielsweise in der Formel 1 oder im Motorrad-Rennsport befahren werden.

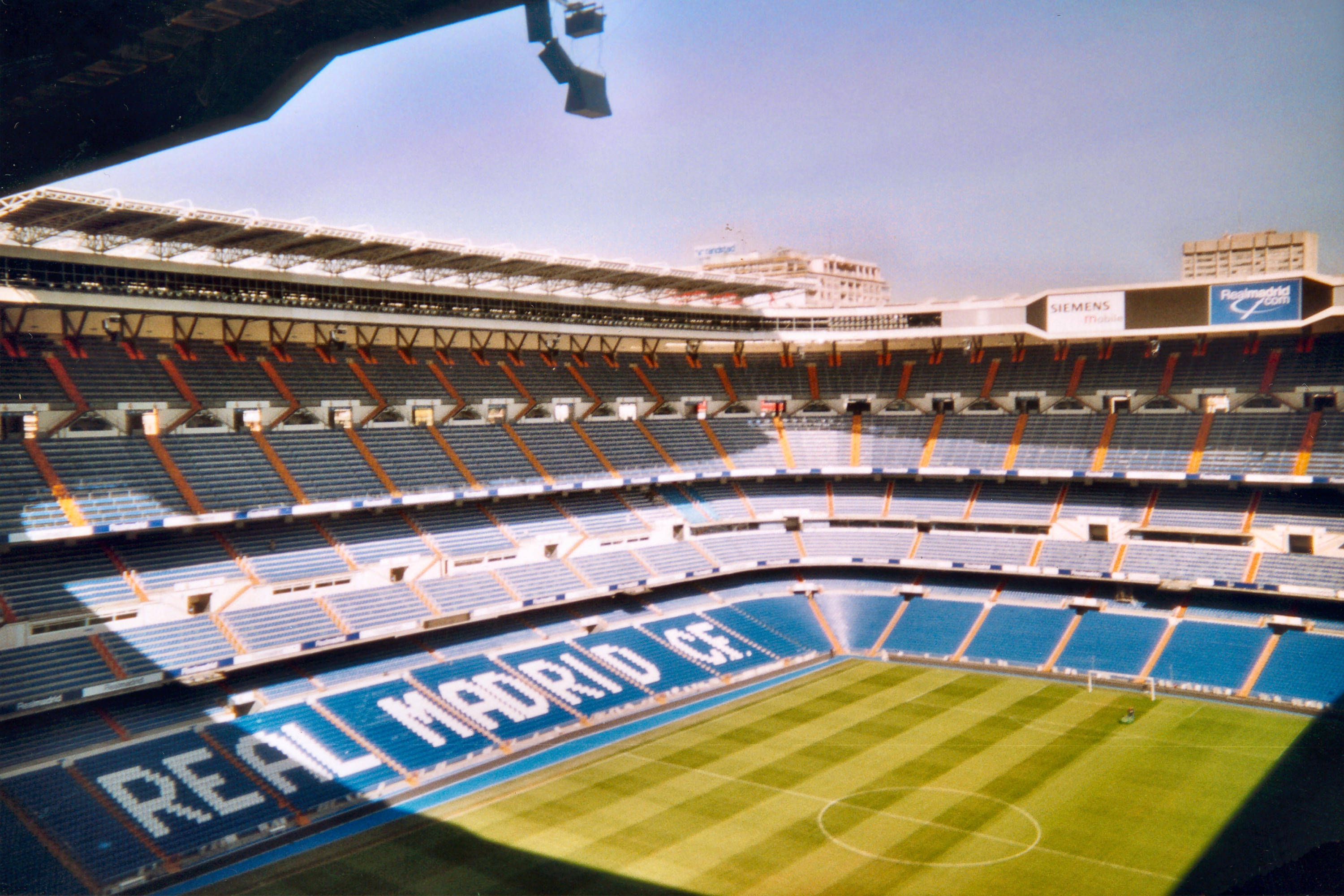
Santiago-Bernabéu-Stadion in Madrid

### Anzahl der Ränge
Stadien haben je nach Bauform unterschiedlich viele Zuschauerränge, d. h. übereinander liegende Ebenen der Zuschauertribünen. Vorzugsweise bei Fußballstadien unterscheidet man daher in der Regel in:
- Ein-Rang-Stadion (z. B. Rudolf-Harbig-Stadion steilstes, Wildparkstadion größtes Einrangstadion in Deutschland)
- Zwei-Rang-Stadion (Unter- und Oberrang) (z. B. Commerzbank-Arena, Frankfurt am Main)
- Drei-Rang-Stadion (Unter-, Mittel- und Oberrang) (z. B. Allianz Arena, München)

Darüber hinaus gibt es beispielsweise mit dem Aztekenstadion in Mexiko-Stadt oder dem Madrider Santiago-Bernabéu-Stadion Stadien, die mehr als drei Ränge haben. Überhaupt ist diese Art der Einteilung in vielen Fällen eher subjektiv, da die Definition für einen Rang nicht eindeutig festgelegt ist. Erschwerend kommt hinzu, dass es Stadien gibt, die durch wiederholte Umbaumaßnahmen eine ungleichmäßige Struktur haben, was sich bisweilen auch durch Tribünen mit ungleicher Rang-Anzahl widerspiegelt (z. B. Ibrox Stadium oder Westfalenstadion).

## Modulares Stadion
Ein modulares Stadion ist eine Sportstätte, die aus Modulen gebaut wird. Im Vergleich zu einem temporären Stadion werden modulare Stadien ohne zeitliche Begrenzung, also permanent, errichtet. Dabei wird auf Beton beim eigentlichen Baukörper verzichtet. Im Vordergrund steht der Stahlbau. Das modulare Bauen arbeitet mit Elementen, die sich auch nach der eigentlichen Fertigstellung erweitern oder verkleinern lassen. Die Konstruktionen bleiben auf diese Weise flexibel wiederverwendbar und können ohne großen Aufwand im Bedarfsfall neuen Anforderungen angepasst werden – etwa wenn ein Fußballclub in die nächsthöhere Liga aufsteigt.
In Verbindung mit der Vergabe der Fußball-Weltmeisterschaft 2022 nach Katar hat man bereits Konzepte für die Errichtung modularer Stadien erarbeitet und auch Pläne für modulare Erweiterungen bestehender Sportstätten vorgelegt.
Projektliste modularer Stadien:
- Eidgenössisches Schwing- und Älplerfest, Schweiz (seit 1961)
- Brita-Arena, Wiesbaden (2007)
- Football Stadium Benghazi, Libya (2007)
- Adidas World of Football, Berlin (2006)
- Stadium Empire Field, Vancouver (2010)
- Tripoli Arena, Libya (2010)
- Lena-Arena (airberlin world), Fortuna Düsseldorf (2011)[6]

## Umbenennung des Stadions
Seit den 1990er Jahren verloren viele Stadien ihren angestammten, teilweise seit Jahrzehnten bestehenden Namen durch den Verkauf an einen Sponsor. Bei Stadienneubauten ist es inzwischen üblich, den Namen an einen Sponsor zu verkaufen, um mit dem Erlös einen Teil der Baukosten zu finanzieren (siehe Liste in Artikel Fußballstadion).

## Katastrophen
Als größte Stadionkatastrophe der Moderne gilt die Massenpanik im Nationalstadion Peru 1964, bei der etwa 350 Personen starben und zwischen 500 und 1000 verletzt wurden, als die Polizei während eines Olympia-Qualifikationsspiels aufgebrachte Fans mit Tränengas zu beschwichtigen versuchte. Bei der Massenpanik im Accra Sports Stadium 2001 in Ghana kamen 127 Personen ums Leben, 150 wurden verletzt.
Vergleichbare Ereignisse sind etwa die Heysel-Katastrophe 1985, als bei einer Massenpanik nach Fan-Krawallen während eines Fußballspiels 39 Menschen starben und 454 verletzt wurden. Größere Bekanntheit erlangte die Hillsborough-Katastrophe, bei der in einem überfüllten Stadion 96 Personen starben und 766 verletzt wurden.
Nach § 7 Abs. 4 Nr. 1 der Muster-Versammlungsstättenverordnung ist für Stadien in Deutschland eine Breite von 1,20 m je 600 Personen für Rettungswege verpflichtend. So hat der Rettungsdienst einen schnellen Zugang zu Verletzten.

## Rekord
Das größte Stadion mit einem Spielfeld in heute üblichen Dimensionen ist das Stadion Erster Mai auf der Insel Nŭngna-do in Pjöngjang, Nordkorea. Es hat eine Kapazität von 150.000 Zuschauern und wird für Sportveranstaltungen, Paraden und Feste genutzt.
Das absolut größte Stadion weltweit ist das Strahov-Stadion in Prag. Es fasst ca. 220.000 Zuschauer. Das Spielfeld ist an allen Seiten von Tribünen umgeben und hat eine Fläche von 62.876 m² (acht Fußballfelder, davon sechs in Standardgröße und zwei verkleinerte Felder). Es wurde hauptsächlich für Turnveranstaltungen, Spartakiaden und andere Massenveranstaltungen genutzt.
Die größte Sportstätte der Welt ist mit ca. 257.000 Sitzplätzen der Indianapolis Motor Speedway. Zusammen mit den Stehplätzen im Innenfeld erreicht er eine Gesamtkapazität von über 300.000 Zuschauern.
Auf dem Reichsparteitagsgelände in Nürnberg sollte ab 1937 das Deutsche Stadion mit 100 Meter hohen Rängen und Plätzen für 400.000 Zuschauer entstehen. Allerdings wurden im Zweiten Weltkrieg die Bauarbeiten eingestellt. Die bis dahin ausgehobene Baugrube lief innerhalb kurzer Zeit mit Grundwasser voll und wurde nach Kriegsende teilweise mit Trümmerresten und Bauschutt verfüllt.

## Erwähnenswertes
Stadionwurst: In allen deutschen und vielen internationalen Stadien gilt die Bratwurst als der beliebteste heiße Imbiss. Sie wird dort umgangssprachlich als Stadionwurst bezeichnet.
Im Tennisstadion von Wimbledon sind dagegen Erdbeeren mit Sahne die beliebteste Mahlzeit.
La Ola, die Welle, ist eine vom Publikum ausgeführte Massendarbietung in Stadien.
Groundhopping nennt man das Bestreben von Personen, möglichst viele Stadien, Arenen oder Hallen einer bestimmten Sportart zu besuchen. Diese Personen bezeichnet man als Groundhopper.

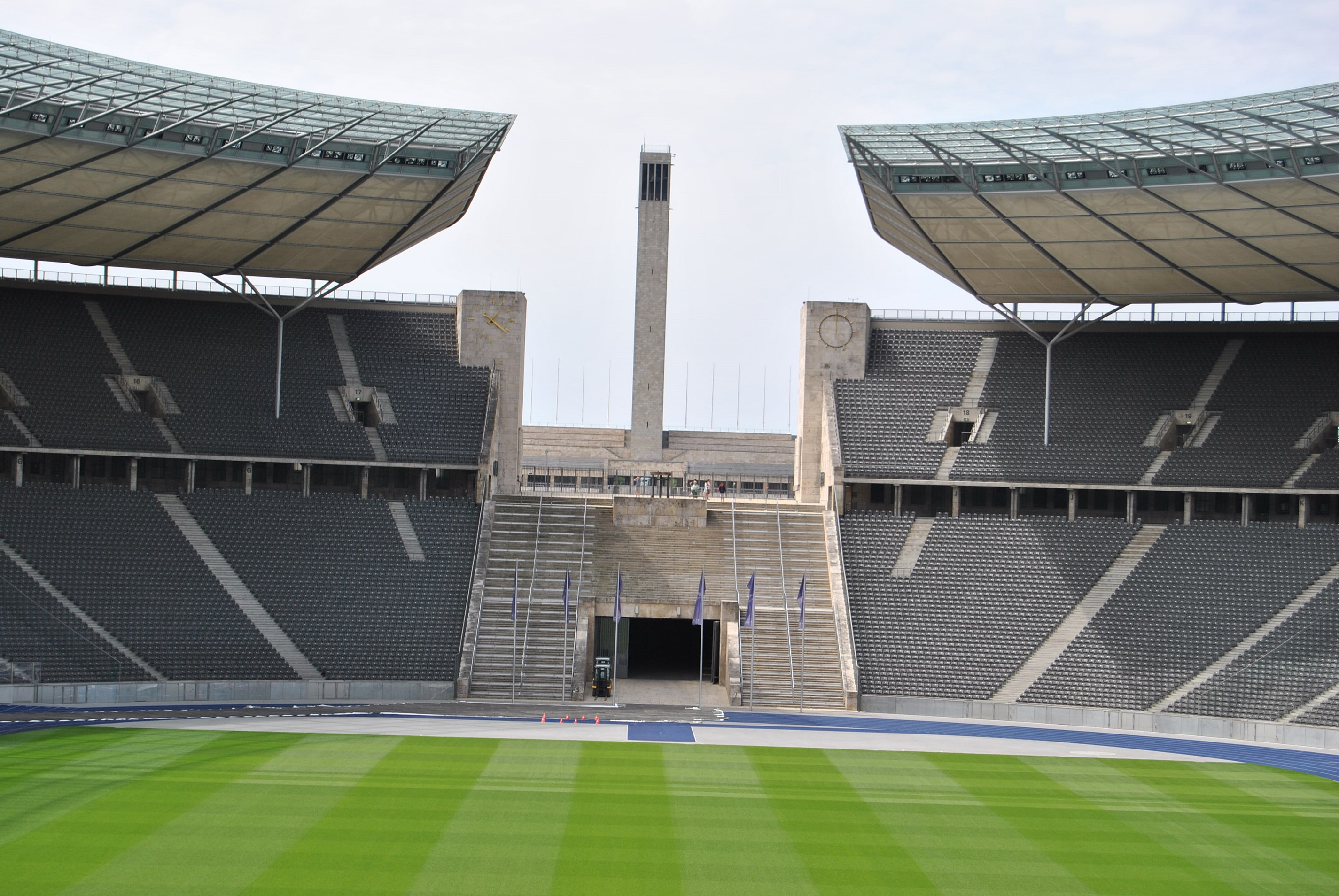
Mundlöcher im Olympiastadion Berlin

Als Flitzer bezeichnet man Menschen, die in Stadien Aufmerksamkeit erregen möchten, indem sie während einer Veranstaltung häufig ganz oder teilweise unbekleidet über das Spielfeld laufen. Bekanntester Flitzer ist der Brite Mark Roberts.
Ein Durchgang vom Spielfeld unter der Tribüne hindurch nach draußen wird Mundloch bezeichnet, dem bergmännischen Ausdruck für einen Stolleneingang.
Schließbare Dächer gab es in Deutschland (Stand 2019) für die drei Stadien: Veltins-Arena, Merkur Spiel-Arena, Deutsche Bank Park.